# Christian Friedrich von Abendroth
Christian Friedrich Abendroth, seit 1793 von Abendroth (* 8. Februar 1744 in Chemnitz; † 8. August 1811 in Kössern), war ein deutscher Unternehmer und Rittergutsbesitzer, der in den Reichsadelsstand erhoben wurde.

## Leben

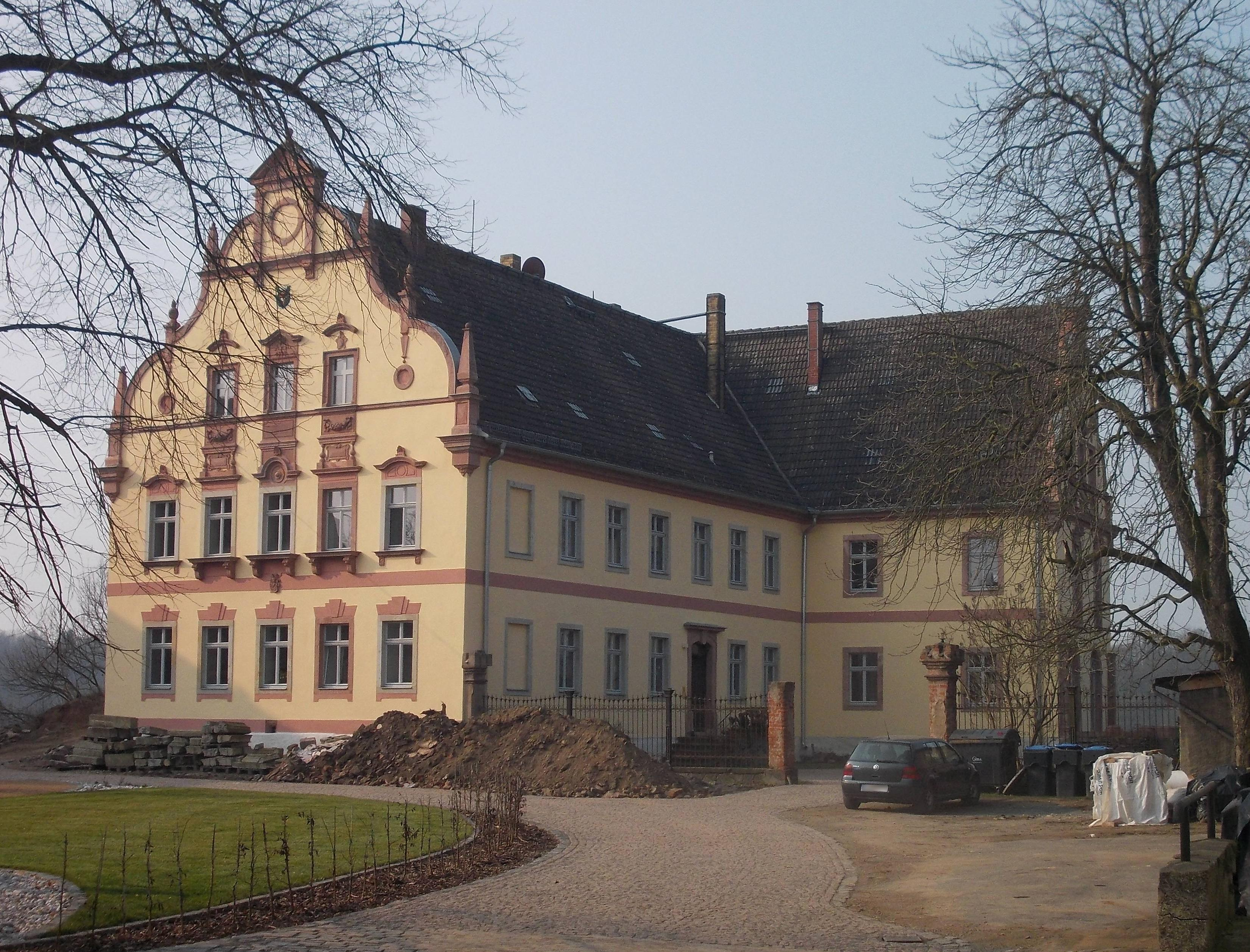
Herrenhaus der Rittergutes Kössern

Als Kauf- und Handelsmann war Abendroth in seiner Geburtsstadt Chemnitz tätig. Von hier aus erwarb er am 4. November 1772 von der Adelsfamilie von Erdmannsdorff das nördlich von der Stadt Colditz im gleichnamigen Amt gelegene altschriftsässige Rittergut Kössern. Außer dem Dorf Kössern gehörten auch Teile des Dorfes Förstgen sowie das Vorwerk Pielitzberg zur Gerichtsherrschaft Kössern.
1788 kaufte er zusätzlich das Gut Neubau im Amt Frankenberg hinzu.
Am 17. Dezember 1793 wurde er am kaiserlichen Hof als von Abendroth in den Reichsadelsstand erhoben und ihm und seinen ehelichen Nachkommen ein Wappen verliehen. Im Kurfürstentum Sachsen wurde die Erhebung in den Adelsstand am 31. Dezember 1796/7. Januar 1797 durch Reskript anerkannt.

## Wappen

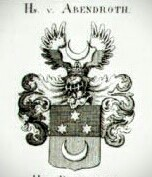
Familienwappen

Christian Friedrich von Abendroth wurde 1793 folgendes Adelswappen verliehen:

### Blasonierung
Geteilt; oben in Schwarz drei (1:2) goldene Sterne, unten in Rot ein steigender silberner Mond. Auf dem gekrönten Helm mit rechts schwarz-goldenen, links rot-silbernen Decken der Mond zwischen offenem, rechts golden-schwarz, links silbern-rot geteilten Flug.

## Familie
Am 15. April 1775 heiratete Christian Friedrich Abendroth in Greiz Caroline Sophie Göttling (1757–1805), Schwester des Kauf- und Handelsherrn Heinrich Ferdinand Göttling (1765–1850), Gutsbesitzer zu Irchwitz und reichster Mann des Fürstentums Reuß älterer Linie. Aus dieser Ehe gingen zwei Kinder hervor:
1. Caroline Wilhelmine Sophie (1756–1858), seit 1803 Ehefrau von Rudolph von Sandersleben
2. Christian Friedrich (1779–1842), königlich-sächsischer Hauptmann und Erbe der väterlichen Rittergüter.

Heinrich und Hermann von Abendroth sind seine Enkel.